# Stomatium
Stomatium (лат.) — род суккулентных растений семейства Аизовые (Aizoaceae), подсемейства Ruschioideae, естественно произрастающий на территории Южно-Африканской Республики (Капская провинция и Фри-Стейт).

## Название
Родовое латинское (научное) название Stomatium происходит от греческого слова stoma, stomatos, — «рот». Название связано с характерной особенностью растений — их парные зубчатые листья, напоминают открытый рот.
В отсутствие русскоязычного названия рода в авторитетных источниках, вероятным вариантом названия на русском языке будет «Стоматиум».

## Ботаническое описание
Представители рода – компактные, небольшие, хохлатые или комковатые многолетники с очень коротким стеблем. Листья супротивные, сросшиеся в основании, часто разной длины, имеют толстую, мясистую текстуру. Листья короткотреугольные или широколопатчатые, с полуцилиндрической формой при основании и множеством мелких белых зубцов по краям и килю. Они могут быть от оливково-зеленого до тускло-серого цвета и иногда становятся фиолетовыми при стрессе, но также могут быть красноватыми или фиолетовыми постоянно.

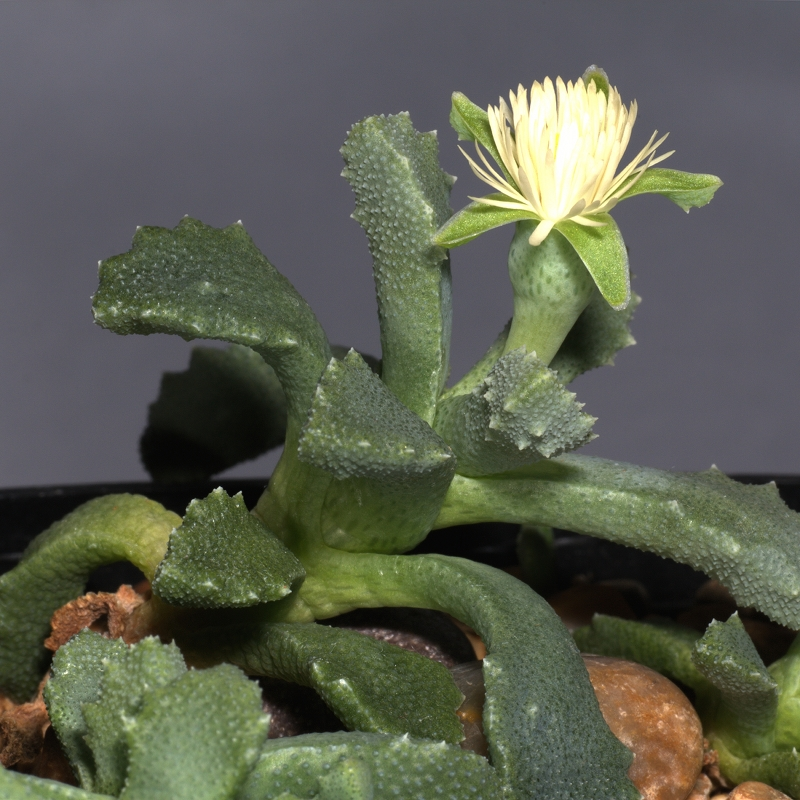
Представитель рода в период цветения

Цветки одиночные, сидячие или на короткой цветоножке, и не имеют прицветников. Открытие цветков происходит поздно днем или ранним вечером и продолжается до поздней ночи. Цветки имеют приятный ароматом. Чашелистики обычно насчитывают 4-6 штук, а лепестки могут быть желтыми или белыми. Плод представляет собой коробочку схожую с плодами рода Delosperma с 5 или 6 гнездами. Гнезда глубокие, с расширяющимися килями, которые расходятся на концах. Семена имеют размер около 1 мм и могут быть светло-коричневыми или коричневыми.

## Таксономия
Stomatium Schwantes, первое упоминание в Z. Sukkulentenk. 2: 175. (1926).

### Синонимы
- Stomatium sect. Agnirictus O.H.Volk
- Agnirictus Schwantes

### Виды
Согласно данным сайта WFO Plantlist на июнь 2023 года, род состоит из 38 видов:
- Stomatium acutifolium L.Bolus
- Stomatium agninum (Haw.) Schwantes
- Stomatium alboroseum L.Bolus
- Stomatium angustifolium L.Bolus
- Stomatium beaufortense L.Bolus
- Stomatium bolusiae Schwantes
- Stomatium braunsii L.Bolus
- Stomatium bryantii L.Bolus
- Stomatium deficiens L.Bolus
- Stomatium difforme L.Bolus
- Stomatium duthieae L.Bolus
- Stomatium ermininum (Haw.) Schwantes
- Stomatium fulleri L.Bolus
- Stomatium geoffreyi L.Bolus
- Stomatium gerstneri L.Bolus
- Stomatium grandidens L.Bolus
- Stomatium integrum L.Bolus
- Stomatium jamesii L.Bolus
- Stomatium latifolium L.Bolus
- Stomatium lesliei O.H.Volk
- Stomatium leve L.Bolus
- Stomatium loganii L.Bolus
- Stomatium meyeri L.Bolus
- Stomatium middelburgense L.Bolus
- Stomatium murinum (Haw.) Schwantes ex H.Jacobsen
- Stomatium mustelinum (Haw.) Schwantes
- Stomatium paucidens L.Bolus
- Stomatium peersii L.Bolus
- Stomatium pluridens L.Bolus
- Stomatium resedolens L.Bolus
- Stomatium ronaldii L.Bolus
- Stomatium rouxii L.Bolus
- Stomatium ryderae L.Bolus
- Stomatium suaveolens Schwantes
- Stomatium suricatinum L.Bolus
- Stomatium trifarium L.Bolus
- Stomatium villetii L.Bolus
- Stomatium viride L.Bolus

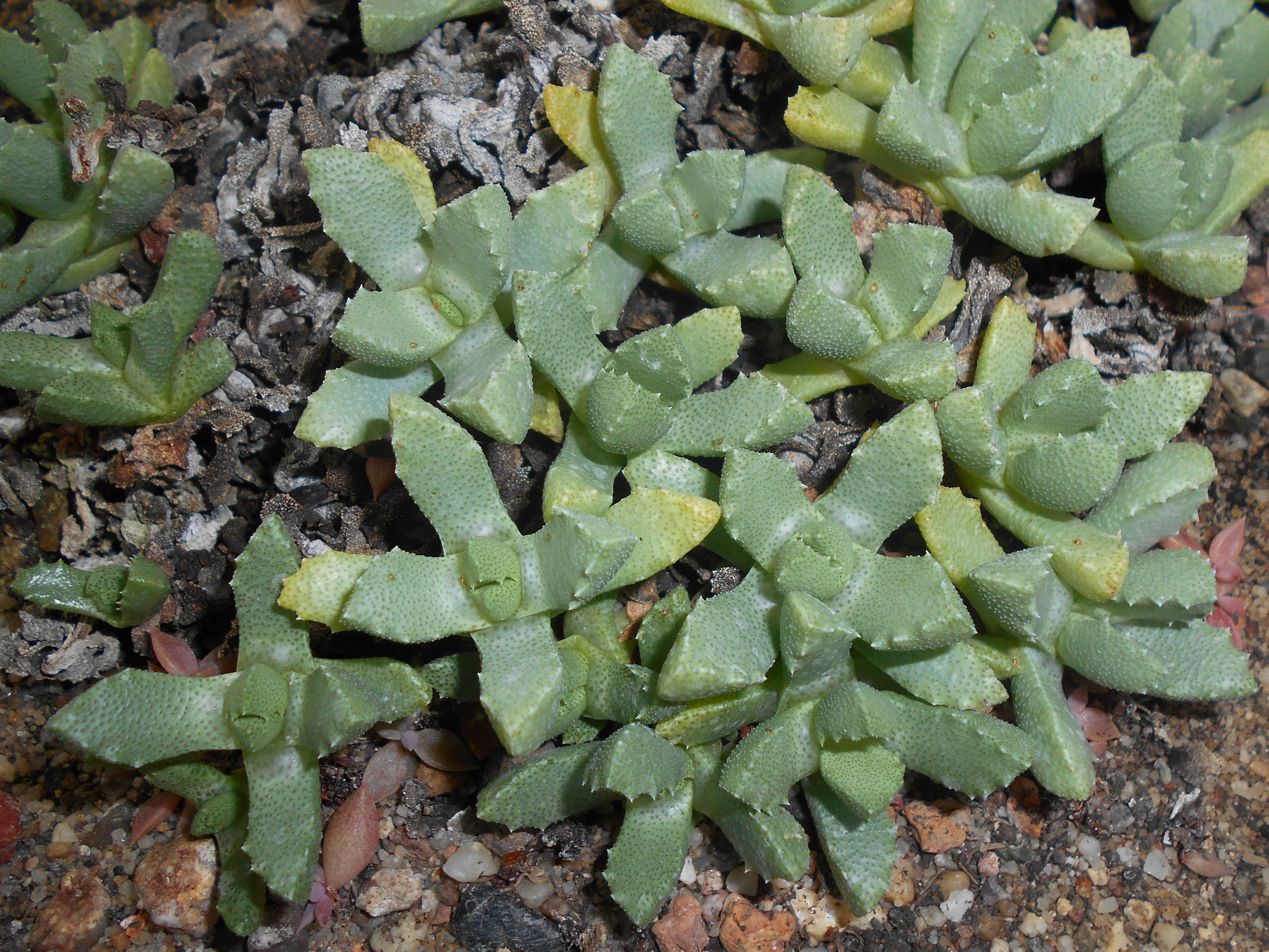
Stomatium bolusiae
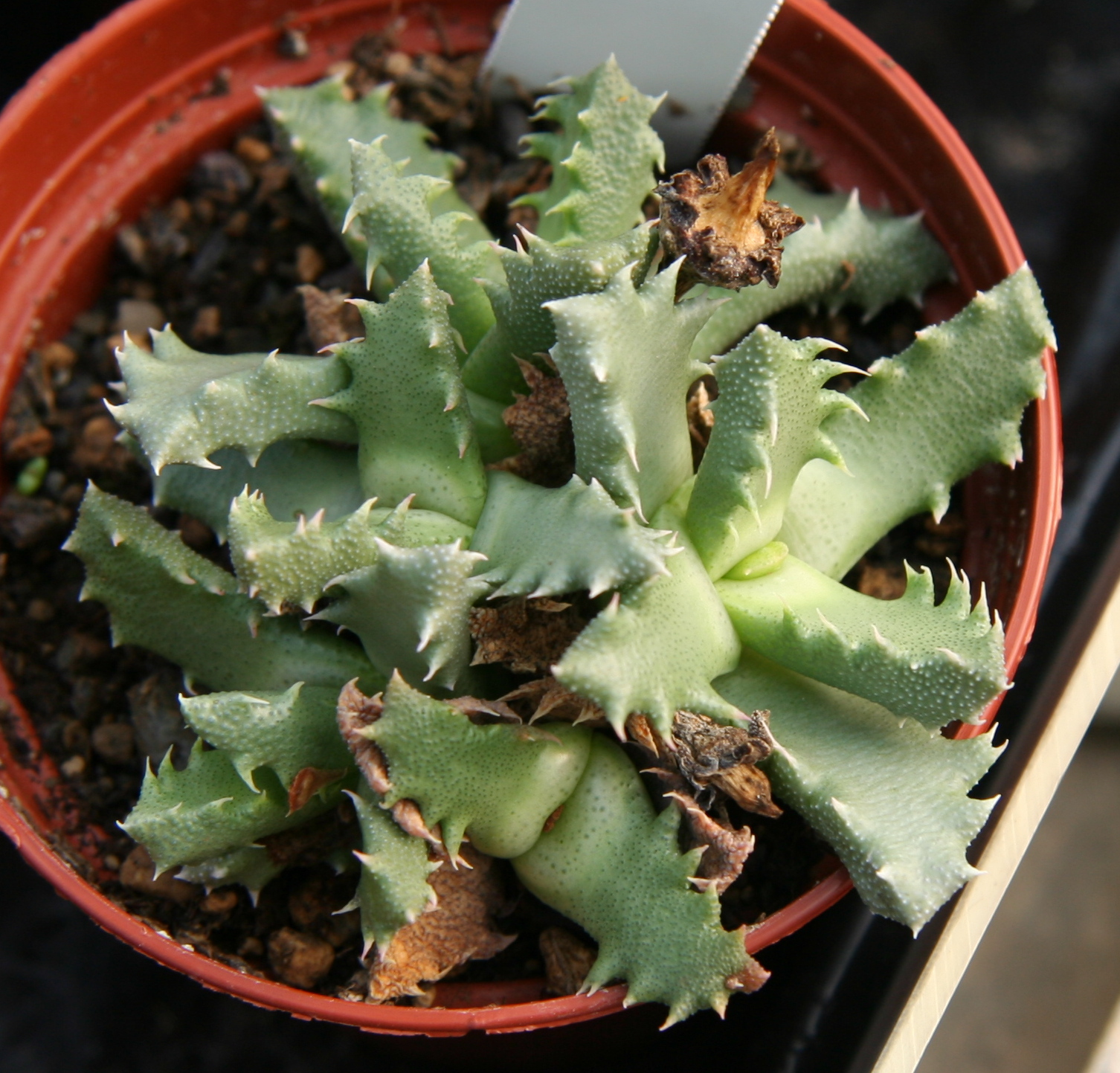
Stomatium trifarium
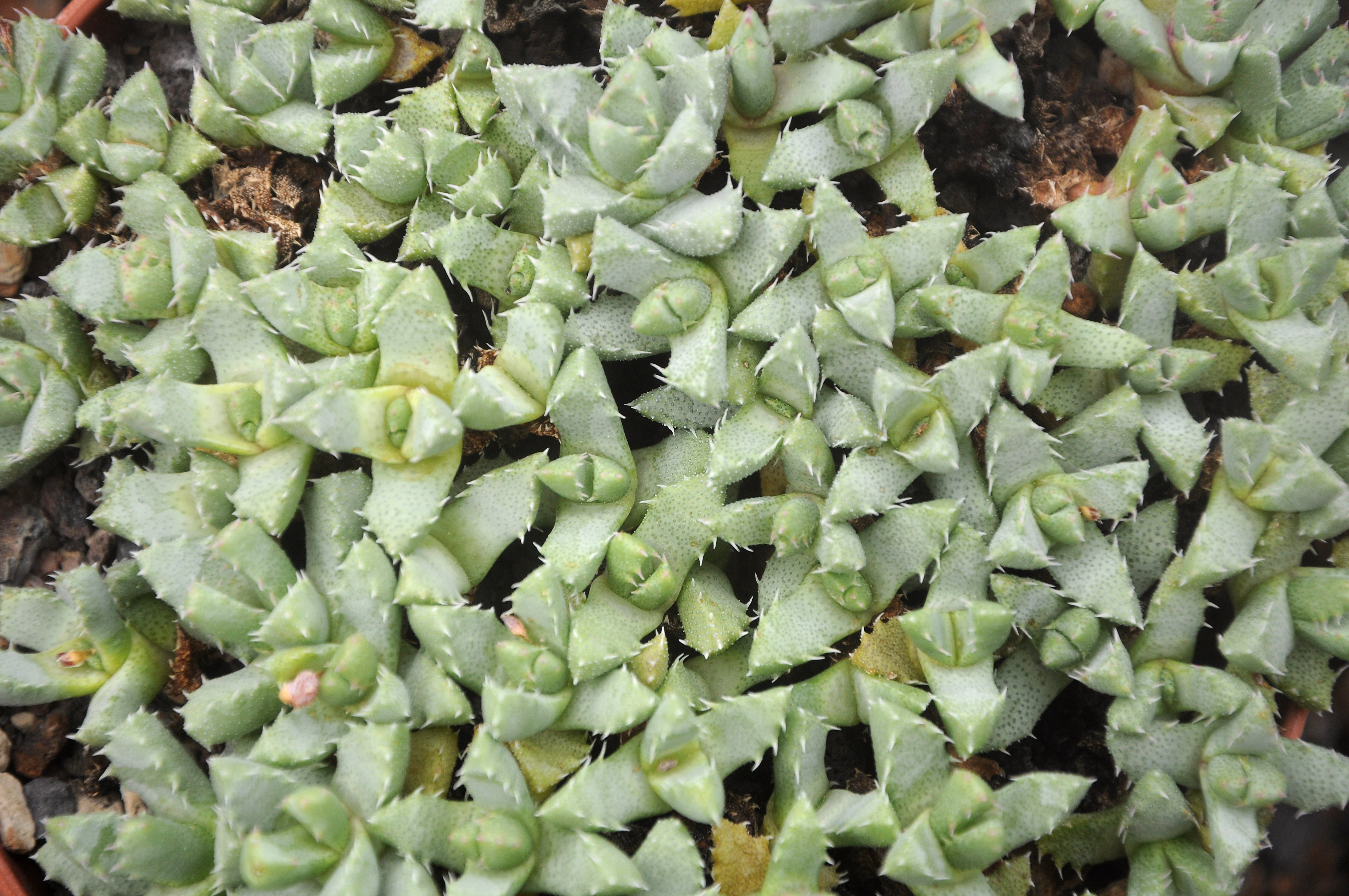
Stomatium villetii